# 迴光奏鳴曲
《迴光奏鳴曲》（英語：Exit）是一部於2014年上映的台灣劇情片，由錢翔執導和編劇。陳湘琪、東明相和白明華擔綱主演。陳湘琪因此片得到第16屆台北電影獎和第51屆金馬獎的最佳女主角獎。